# Ectopimorpha hiulcops
Ectopimorpha hiulcops là một loài tò vò trong họ Ichneumonidae.